# Pereslavl-Zalessky
Huyện Pereslavl-Zalessky (tiếng Nga: ? райо́н) là một huyện hành chính tự quản (raion), của Tỉnh Yaroslavl, Nga. Huyện có diện tích 20 km², dân số thời điểm ngày 1 tháng 1 năm 2000 là 44900 người. Trung tâm của huyện đóng ở Pereslavl'-Zalessky.